# John Springer
John Shipman Springer (* 25. April 1916 in Rochester, New York; † 30. Oktober 2001 in New York City, New York) war ein US-amerikanischer Presseagent, Filmhistoriker und Schriftsteller.

## Leben
Springer hat an der Marquette University bis 1939 Journalismus studiert, war im Zweiten Weltkrieg Soldat und begann seine Karriere dann als Journalist, der über Filme und Theater schrieb. Seit 1946 leitete er die Presseabteilung von RKO Pictures und von 1957 bis 1960 die von 20th Century Fox.
Nach einer kurzen Partnerschaft mit Arthur Jacobs gründete Springer 1963 sein eigenes Publicity-Unternehmen, John Springer Associates. Einer seiner ersten Kunden war Richard Burton.
Zu den Hollywood-Persönlichkeiten, die Springer vertrat, gehörten Samuel Goldwyn, Mary Pickford, Walt Disney, Gary Cooper, Marlene Dietrich, David O. Selznick, Joan Crawford, Henry Fonda, Myrna Loy, Rosalind Russell, Bette Davis, Sylvia Sidney, Ginger Rogers, Maureen O’Sullivan, Robert Mitchum, Montgomery Clift, Tony Randall, Lana Turner, Judy Garland, Marilyn Monroe, Grace Kelly, Elizabeth Taylor, Debbie Reynolds, Shirley MacLaine, Al Pacino, Mia Farrow und Ed Harris. Springer galt als ein besonnener Presseagent, der das Privatleben seiner Kunden mit Diskretion behandelte und zu schützen versuchte. Durch seine Arbeit besaß er eine der weltgrößten privaten Sammlungen von Fotos von Film- und Theaterpersönlichkeiten. Die Sammlung ist heute Teil des New Yorker Bettmann-Archivs.
Neben Filmpersönlichkeiten betreute Springer auch Filme (wie Wer hat Angst vor Virginia Woolf?, 1966; Bonnie und Clyde, 1967; Die Reifeprüfung, 1967; Asphalt-Cowboy, 1969) und Broadwayshows.
Springer war seit 1953 mit der Schauspielerin und Sängerin June Reimer alias Monica Lane verheiratet und hatte mit ihr drei Kinder. 1992 zog er sich aus dem Geschäft weitgehend zurück.

## Publikationen von John Springer
- All Talking! All Singing! All Dancing! A Pictoral History of the Movie Musical, Cadillac Publishing, 1966
- The Fondas: The Films and Careers of Henry, Jane and Peter Fonda, Citadel Press, 1970, ISBN 0-8065-0014-X
- They Had Faces Then: Super Stars, Stars and Starlets of the 1930's, Secaucus, 1974
- Forgotten Films to Remember: And a Brief History of Fifty Years of the American Talking Picture, The Citadel Press, 1980